# Chemin Raynal
Pour les articles homonymes, voir Raynal.
Le chemin Raynal (en occitan : camin Rainal) est une voie de Toulouse, chef-lieu de la région Occitanie, dans le Midi de la France.

## Situation et accès

### Description
Le chemin Raynal est une voie publique. Il traverse le quartier de Croix-Daurade.
Il correspond à une partie de l'ancien chemin vicinal no 37, qui allait du canal du Midi, au quartier des Minimes, jusqu'au village de Croix-Daurade (actuelles rue Pierre-Cazeneuve, partie de la rue Michel-Ange et chemin Raynal).
Il est long de 1 142 mètres. S'il est globalement orienté au nord-est, il suit un parcours relativement tortueux. Il naît perpendiculairement à la rue Michel-Ange, au niveau d'un carrefour aménagé en rond-point. Il se termine au carrefour du chemin de Lanusse, qui le prolonge au nord jusqu'à la route d'Albi.
La chaussée compte une voie de circulation dans chaque sens. Entre la rue de l'Allier et l'impasse Raynal, une contre-allée est mise en double-sens. Par ailleurs, le chemin Raynal appartient, sur la même partie, à une zone 30 et la circulation y est limitée à 30 km/h. En 2022, une piste cyclable a été ajoutée.

### Voies rencontrées
Le chemin Raynal rencontre les voies suivantes, dans l'ordre des numéros croissants (« g » indique que la rue se situe à gauche, « d » à droite) :
1. Rue Michel-Ange
2. Impasse Médicis (g)
3. Rue Charles-Floquet (d)
4. Impasse Jean-André-Rixens (d)
5. Rue Pierrette-Louin (g)
6. Rue Henri-Frenay (d)
7. Rue d'Oradour-sur-Glane (d)
8. Rue de la Nièvre (g)
9. Rue Claude-Vernet (d)
10. Rue de la Dordogne (d)
11. Rue de l'Alagnon (g)
12. Place de la Baïse (g)
13. Rue Henri-Moissan (d)
14. Rue de l'Allier (g)
15. Rue Édouard-Pailleron (g)
16. Impasse Raynal (g)
17. Impasse René-Cabau (g)
18. Rue des Trois-Pigeons (g)
19. Chemin de Lanusse (g)
20. Rue du Petit-Castelet (d)

### Transports
Le chemin Raynal n'est pas directement desservi par les transports en commun Tisséo. Cependant, au carrefour des rues Pierrette-Louin et Henri-Frenay se trouvent les arrêts de la ligne de bus 36. Plus loin, le long du chemin de Lanusse, se trouvent également les arrêts de la ligne de bus 19.
La station de vélos en libre-service VélôToulouse la plus proche est la station no 234 (4 rue Pierrette-Louin).

## Odonymie
Le chemin Raynal porte le nom d'un domaine agricole qui appartenait à la famille Raynal entre les XVIIe et XIXe siècles. On connaît déjà, à la fin du XVIIe siècle, un certain Bernard Raynal, propriétaire de deux maisons et d'un domaine de dix arpents. Au XVIe siècle, le chemin est plus connu comme le chemin de Croix-Daurade, nom du hameau du gardiage auquel il menait. Il est parfois précisé qu'il s'agit du chemin de la Porte-Arnaud-Bernard (emplacement au-devant de l'actuel no 9 place Arnaud-Bernard) ou de la Porte-Pouzonville (emplacement au-devant de l'actuel no 44 rue Merly) à Croix-Daurade. Ce nom se conserve, parallèlement à celui de Raynal jusqu'en 1934, date où il prend officiellement son appellation actuelle.

## Patrimoine et lieux d'intérêt

### Maisons toulousaines
- no  8 : maison toulousaine (deuxième moitié du XIXe siècle)[5].
- no  13 : maison toulousaine (premier quart du XXe siècle)[6].
- no  50 : maison toulousaine (premier quart du XXe siècle)[7].
- no  77 bis : maison Mon Désir (fin du XIXe siècle)[8].
- no  93 : maison toulousaine (deuxième moitié du XIXe siècle).
- no  94 : maison toulousaine (deuxième moitié du XIXe siècle)[9].
- no  97 : maison toulousaine (deuxième moitié du XIXe siècle)[10].
- no  99 : maison toulousaine (1919)[11].
- no  101 : maison toulousaine (deuxième moitié du XIXe siècle)[12].
- no  103 : maison toulousaine (fin du XIXe siècle)[13].

### Autres maisons
- no  73 : maison (milieu du XXe siècle).
- no  77 : maison La Gentilhomière (fin du XIXe siècle)[14].
- no  81 : maison (milieu du XXe siècle).

### Espaces verts
- Jardin de l'Observatoire des Oiseaux.
- Parc de la Maourine.

- sente 4. 
La sente 4, ouverte en 2003, est un des chemins piétonniers, arborés et paysagés, tracés dans le cadre de l'aménagement du nouveau quartier de Borderouge. Il relie le chemin Raynal, à l'est, la rue Pierrette-Louin et la place Antonin-Froidure, au nord, et l'avenue Maurice-Bourgès-Maunoury, à l'ouest. Il cumule une superficie de 3 200 m2 environ. Les allées sont plantées de divers arbres et arbustes.